# Tesáre
Tesáre jsou obec na Slovensku v okrese Topoľčany v Nitranském kraji. Žije v nich 700 obyvatel.

## Historie
Obec vznikla na zákupním právu. První písemná zmínka o vesnici je z roku 1390, kde je uváděna jako Thezer a byla součástí panství Topolčany. Pozdější názvy jako Tezar pochází z roku 1481, Teszare z roku 1786, Tesáry z roku 1920 a od roku 1945 nesou název Tesáre, maďarsky Teszér, Nyitrateszér. V 16. století přešla část majetku na ostřihomskou kapitulu a místní zemanstvo. V roce 1559 byla obec zpustošena Turky. V roce 1570 zde byly vinice, mlýn, 13 usedlostí a 9 rodin. V roce 1720 ve vsi byly dva mlýny a 16 domácností, v roce 1787 žilo ve 41 domech 263 obyvatel a v roce 1828 žilo 237 obyvatel v 34 domech. Hlavní obživou bylo zemědělství a vinařství. Po roce 1902 byla připojena obec Kokošová (tehdy maďarsky Kakasfalu, první písemná zmínka je z roku 1265). Do roku 1918 patřila obec Teráre v Nitranské župě k Uherskému království, poté se stala součástí Československa, následně Slovenska.

## Přírodní poměry
Obec leží v severozápadní části Nitranské pahorkatiny na jihovýchodním úpatí pohoří Považský Inovec, v pramenné oblasti Zľavského potoku přítoku Bojnianky v povodí řeky Nitry, která je nad obcí přehrazena malou vodní nádrží Tesáre. Území obce leží v nadmořské výšce 194–472 metrů, střed obce leží ve výšce 207 m n. m. a od Topoľčan je vzdálen 9 km.
Sousedními obcemi jsou Závada na severu, Velušovce na severovýchodě, Jacovce na východě, Kuzmice na jihu, Bojná na západě a Podhradie na severozápadě.

## Pamětihodnosti
Ve vesnici stojí římskokatolický kostel svatého Martina z roku 1772 a barokně-klasicistní kaštel z druhé poloviny 18. století s chráněným parkem. Nad vesnicí se nachází vodní nádrž.